# Triantafyllos Kordogiannīs
Triantafyllos Kordogiannīs (in greco Τριαντάφυλλος Κορδογιάννης?; 1890) è stato uno schermidore greco, vincitore di una medaglia d'argento nella scherma ai giochi intermedi di Atene del 1906 (non riconosciuti dal CIO).